# L'étoile de mer
L'étoile de mer è un film d'avanguardia di Man Ray del 1928. Il titolo allude a una stella marina che ogni tanto si vede in sovrimpressione e che compare in una scena centrale. La stella rappresenta probabilmente l'idea di una bellezza ideale, geometrica, "di vetro", che viene paragonata alla perfezione della donna.

## Caratteristiche
Con questo film Man Ray cercò di creare un cinema di puro lirismo, come poesia composta da immagini anziché da parole. Le didascalie contengono spesso giochi di parole, in pieno stile dadaista.
La storia è vista in tutti i momenti fondamentali attraverso un vetro smerigliato (solo alcuni dettagli sono mostrati al naturale), che permette di capire a grandi linee l'azione, ma non fa mai vedere con chiarezza allo spettatore cosa accade (anche perché alcune scene sono molto provocanti e prevedono il nudo della protagonista), frustrando il suo desiderio di conoscenza.
Dietro questo espediente si nasconde l'idea del regista di portare a riflettere come la conoscenza del mondo sia al di là delle nostre possibilità.

## Trama
Il film inizia con una coppia che cammina sola in una strada. L'inquadratura è interrotta da una didascalia:
Les dents des femmes sont des objets si charmants... (I denti delle donne sono oggetti così affascinati...)
La breve scena successiva mostra la donna che si aggiusta le calze
... qu' on ne devrait les voir qu' en rêve ou à l'instant de l'amour. (... che non li si dovrebbe vedere se non in sogno o nell'istante dell'amore.)
A questo punto la coppia si ritira in una camera in una casa e la donna si spoglia e si sdraia; a quel punto l'uomo le dà il suo commiato (un gioco di parole tipico della lingua francese):
Si belle! Cybèle? (Così bella! Cibele?)
L'uomo esce dalla casa
Nous sommes à jamais perdus dans le désert de l'éternèbre. (Noi siamo per sempre persi nel deserto dell'eterna oscurità.)
Il film inquadra poi la donna che vende giornali in strada: si tratta di André de la Rivière in abiti femminili.
Qu'elle est belle (Com'è bella.)
Un uomo viene mostrato mentre compra una stella marina in un vasetto e torna a casa per esaminarla più attentamente (la scena è filmata in chiaro, senza il vetro interposto).
Après tout (Dopo tutto)
Primissimo piano della stella marina. Tornando all'inquadratura sfocata, la telecamera segue il giornale portato dal vento mentre un uomo cerca di raccoglierlo; lo raccoglie e lo apre. Appaiono brevemente scene di un viaggio in treno, barche che attraccano a un porto e un panorama di città nebbiosa.
Si les fleurs étaient en verre. (Se i fiori fossero di vetro.)
Segue un montaggio di vari oggetti rotanti, compresa la stella marina nel barattolo. Sono inquadrate alcune nature morte, la donna, poi di nuovo la stella marina.
Belle, belle comme une fleur de verre. (Bella, bella come un fiore di vetro.)
Belle comme une fleur de chair. (Bella come un fiore di carne.)
L'uomo mostra i palmi delle mani con le linee ripassate di nero.
Il faut battre les morts quand ils sont froids. (Si devono battere i morti quando sono freddi.)
Si ritrova l'uomo mentre sale le scale verso la camera nella casa, lasciando la stella marina ai piedi delle scale. La successiva inquadratura mostra la donna che brandisce un lungo coltello, con la stella marina in sovrimpressione.
Les murs de la Santé (I muri della Santé)
Et si tu trouves sur cette terre une femme à l'amour sincère... (E se tu trovi su questa terra una donna dall'amore sincero...)
Belle comme une fleur de feu. (Bella come un fiore di fuoco.)
Le soleil, un pied à l'étrier, niche un rossignol dans un voile de crêpe. (Il sole, un piede nella staffa, nidifica di un usignolo in un velo di crepe.)
L'inquadratura, dopo alcune riprese di dettagli in esterno, torna sulla donna nella stanza da letto.
Vous ne rêvez pas. (Non state sognando.)
Infine il film torna sulla strada isolata iniziale e rivela il triangolo amoroso dei protagonisti. Primo piano dell'uomo abbandonato.
Qu'elle était belle. (Com'era bella.)
Qu'elle est belle. (Com'è bella.)
La donna guarda verso il vetro opaco dove sta scritta la parola "belle", e questo si infrange.

## Stella di mare al Museo Nazionale della Marina
Cahiers du cinéma, recensendo in due pagine la mostra sul mare in rapporto al cinema, Objectif mer: l'océan filmé, dedicata alla memoria di Jacques Perrin, al Museo Nazionale della Marina, evidenzia come, a priori, la mostra prenda poco in esame la poesia dei surrealisti in spiaggia e che la stella di mare offerta da Robert Desnos a Man Ray, che a sua volta ha fatto del poema dell'amico un cortometraggio indimenticabile nel 1928, appare solitaria nel suo vaso.